# Lijst van presentatoren van de EO
Hieronder volgt een lijst van presentatoren en presentatrices (radio en/of televisie) die bij de Evangelische Omroep (EO) werken of gewerkt hebben.

## A
- Kefah Allush
- Anne Appelo

## B
- Dick Baarsen
- Reinier van den Berg
- Dirk-Jan Bijker
- Tonneke Bijker
- Rebecca Bijker
- Hildebrand Bijleveld
- Henk Binnendijk
- Arie Boomsma
- Herman Boon
- Jan van den Bosch
- Mirjam Bouwman
- Tijs van den Brink
- Jurjen ten Brinke
- Koen Brouwer
- Otto de Bruijne

## E
- Hanneke Eilander

## F
- Margje Fikse

## G
- Michiel Gouman
- Wim Grandia
- Hannah Groen
- Elsbeth Gruteke

## H
- Tannaz Hajeby
- Remco Hakkert
- Evert ten Ham
- Menno Helmus
- Tom Herlaar
- Miranda van Holland
- Henny Huisman

## K
- Joram Kaat
- Pieter van Kampen
- Aad Kamsteeg
- Ben Ketting
- Renze Klamer
- Andries Knevel
- Wim de Knijff
- Joey Koeijvoets
- Klaas van Kruistum

## L
- Meindert Leerling
- Bert van Leeuwen
- Marion Lutke

## M
- Marjan Moolenaar

## O
- Giovanca Ostiana
- Willem Ouweneel

## P
- Aad Peters
- Arie Pronk

## R
- Bastiaan Ragas
- Tooske Ragas
- Nen van Ramshorst
- Lanny van Rhee-Tan
- Regina Romeijn
- Jan-Willem Roodbeen
- Christa Rosier
- Rachel Rosier

## S
- Peter Scheele
- Elbert Smelt
- Willem Smouter
- Jeroen Snel
- Wijnand Speelman
- Yvonne Sprunken
- Henk van Steeg
- Marleen Stelling

## T
- Wigle Tamboer

## V
- Arie van der Veer
- Feike ter Velde
- Frank van der Velde
- Jan Hendrik Velema
- Manuel Venderbos
- Alma de Vries

## W
- Carla van Weelie
- Saskia Weerstand
- Herman Wegter
- Hella van der Wijst

## Z
- Elly Zuiderveld-Nieman
- Anne-Mar Zwart
- André Zwartbol